# Коридорный

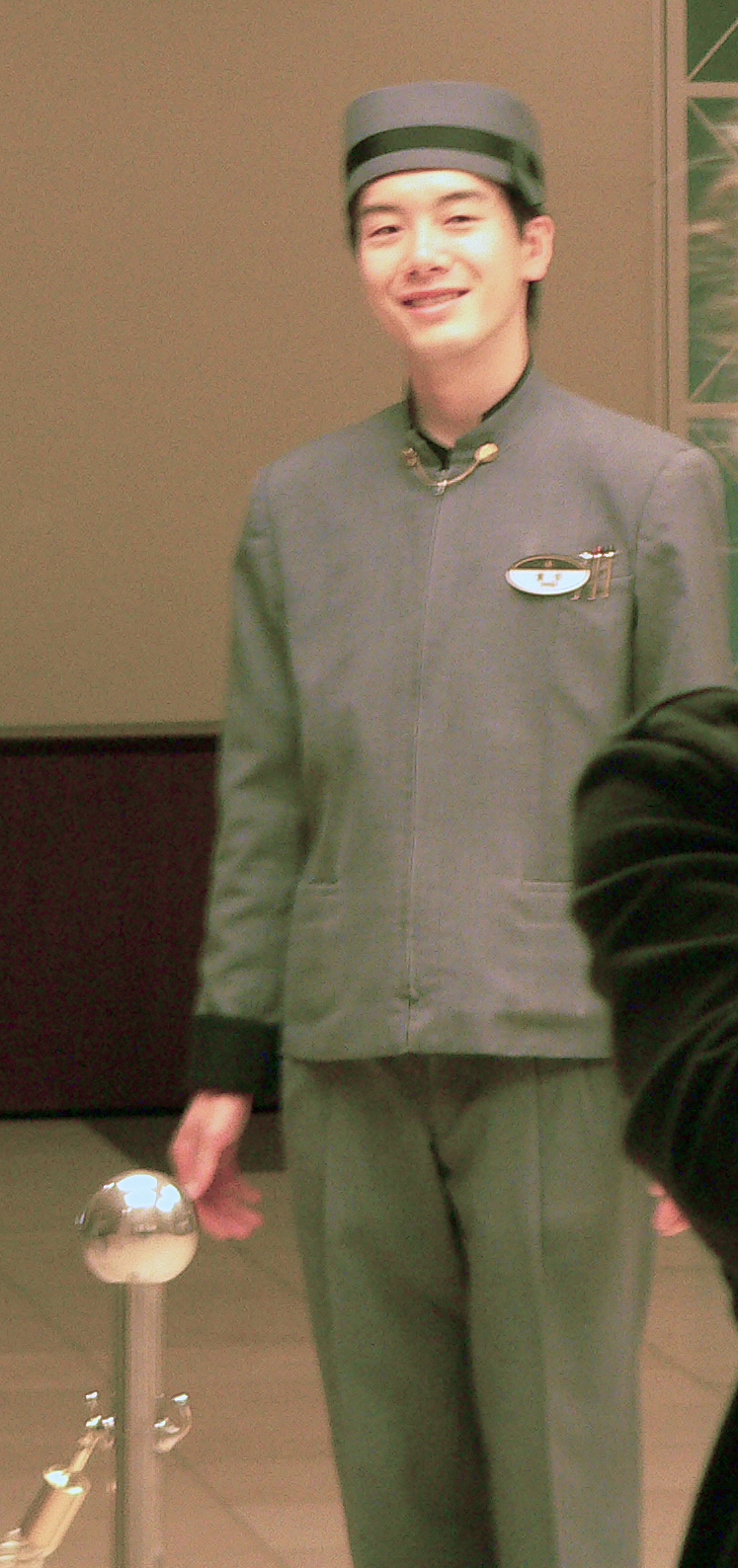
Коридорный в гостинице города Киото, Япония.

Коридорный — служащий гостиницы, дежурный по этажу, обслуживающий ряд гостиничных номеров. В традиционные обязанности коридорного, в частности, входит помощь постояльцам в доставке багажа в номер, за что ему, по принятому на Западе этикету, полагаются чаевые. Также коридорный может принести напитки или блюда в номер, выполнить другие подобные поручения постояльцев.
Сходной была ситуация в  России до Октябрьской  революции, когда в обязанности коридорного входило исполнение мелких поручений клиентов гостиницы: они чистили одежду и обувь, ставили самовар и т. д. Коридорными были только мужчины, женская прислуга во избежание проституции в гостиницы не допускалась.
В советское время эта должность стала женской и чисто администраторской: коридорная выдавала ключи постояльцам, пропускала или не пропускала к ним гостей (нонсенс советского гостиничного сервиса), вела внешнее наблюдение за дверьми номера.
В западных странах должность коридорного традиционно исполняли мальчики или юноши. Классическую для ряда западных стран униформу коридорных можно увидеть в целом ряде фильмов. В фильме Квентина Тарантино «Четыре комнаты» коридорный играет главную (связующую) роль.